# Кузо Димитров
Кузман (Кузма, Кузо) Димитров Аргиров, известен като Манякски, Манятски или Маняка, е български революционер, деец на Вътрешната македоно-одринска революционна организация.

## Биография
Кузо Димитров е роден на 2 март 1872 година в костурското село Маняк, тогава в Османската империя, в българското семейство на Димитър Аргиров и Нунта Димитрова. Първоначалното си образование завършва в Костур, първо в гръцко училище, а по-късно в новооткритото българско училище, в което преподават Търпо Поповски и Златко Караатанасов от Бобища. По-късно учи за обущар и работи като мелничар в една костурска воденица. На 21 години се жени за Пенка Христова (? - 1914) от Желин, с която имат три момичета.
На 20 април 1898 година Кузо Димитров основава в Маняк комитет на ВМОРО, в който влизат Г. Наумов, Доро Янакиев и Аргир (Гиро) Динков. Димитров изпълнява куриерски задачи и укрива в дома си местната чета на войводите Атанас Петров и Тале Горанов.
На 7 май 1901 година при убийството на Нуредин бег от Света Неделя от околийския войвода Атанас Петров, извършено с помощта на Димитров и манякския комитет, в ръцета на властите попада документ, в който се споменава Кузо. При избухналата Нурединова афера Димитров заедно с Кузо Стефов и много видни българи и турци от района е арестуван. В затвора Кузо Димитров е подложен на жестоки мъчения по заповед на разследващия корчански жандармерийски началник Мухтар ага и прави опит да се самоубие. Разпаря корема си с нож, но е излекуван. Опитът за самоубийство получава голяма публичност и стига до чуждестранните консули в Битоля, които се намесват и карат властите да спрат арестите. Кузо Димитров, след избухналата Иванчова афера е осъден на още 7 години.
Лежи 2 години и половина в Корчанския затвор и е освободен няколко месеца преди Илинденско-Преображенското въстание заедно с другарите си срещу 100 лири гаранция. Взима участие във въстанието.
След потушаването на въстанието през Солун и Ниш Димитров бяга в България. През ноември 1904 година с чужда паспорт заедно със Стефо Атанасов от Старичани се присъединява в Бобища към четата на също току-що дошлите от България Никола Андреев и Кузо Попдинов, а по-късно с Атанасов се отправят към Костенарията, където влизат в местната чета. Взима участие в нападението на Либешево и Жиковищкия манастир на 2 март 1905 година, в сражението с андартите в Одре при Бяла вода на 20 юли 1905 година, в сражението с аскер на 20 юни 1906 година при местността Остри връх край Стенско.
След една година минава в четата на Никола Добролитски, в чийто район влиза и родното му село Маняк. Влиза в конфликт с Добролитски, когото уличава в неморално поведение и той е изключен от четата, която временно е поета от Димитров. На 10 ноември 1906 година на съвещание на нестрамколската чета и тази на Митре Влаха, на което присъства и Пандо Кляшев е решено да изпратят Димитров, Христо Шопов Четирски, Стасо Чанков Добролитски и Насо Чукски на почивка в България. На 15 срещу 16 ноември Димитров е обграден в Маняк с трима другари – Вангел Попхристов, Христо Четирски и Аргир Дренички, в Маняк и след сражение на разсъмване с щурм пробиват обсадата и се спасяват в гората.
След смъртта на Никола Добролитски, четата предлага на Кузо Димитров да поеме войводството, но той отказва, тъй като е планирал заминаването си за България и за войвода е избран Търпо Георгиев Бузльо.
На 15 януари 1907 година Димитров пристига в България и оттук заминава за Америка, където го заварва Балканската война в 1912 година. Димитров организира доброволческа чета от 30 души, която пристига в заетия от гръцки войски Солун. Доброволците тръгват към родните си места, но са спрени в Суровичево и не им е позволено да продължат, ако не се обявят за гърци. Връщат се в Солун, предават оръжието си в българското комендантство и вече поотделно тръгват към Костурско. На 18 май Кузо Димитров е арестуван от гръцките власти в Нестрам и откаран в Костур. Комендантът на града – бившият андартски капитан Малиос му заявява „Всички българи като вас ще погубим“. Арестуван е още два пъти, като е малтретиран заедно с жена си и децата си. Заедно с Димитров е задържан и Търпо Бузльо. Вследствие на тормоза още в 1913 година умира майката на Димитров, в 1914 година – жена му, в 1915 година – 15-годишната му дъщеря, а през 1916 година – 17-годишният му син Спас.
През Първата световна война по време на Леринската операция в 1916 година български разезд обикаля селата Дупяк, Здралци, Слимнища, Хрупища и Маняк и тържествено е посрещнат от Кузо Димитров. След оттеглянето на българските части Димитров е търсен от полицията и въоръжен забягва към фронтовата линия. Организира в Битоля доброволческа чета от 30 души, на която обаче германското командване не разрешава да навлезе в Гърция и през Ресен е изпратена за Ура Малик, край Корча, където е зачислена към Седми конен полк, а по-късно към партизанската рота на Никола Лефтеров. В 1917 година въпреки нареждането на Военното министерство бежанците доброволци да се уволнят, Кузо Димитров отказва и остава на фронта.
След войната се заселва в Нови пазар, Шуменско, където работи като воденичар, а по-късно като полски пазач.
На 1 март 1943 година, като жител на Нови пазар, подава молба за българска народна пенсия, която е одобрена и пенсията е отпусната от Министерския съвет на Царство България. Същата година е в контролната комисия на шуменския клон на Илинденската организация.
1. 1 2 3 4 5 6 7 8 9  Пеловски, Филип. Македоно-одрински свидетелства. Регистър на участниците в освободителните борби в Македония, Тракия и Добруджа, получили български народни пенсии през 1943 г. Т. I. Дел I.   София, Библиотека Струмски, 2021. ISBN 978-619-1885718. с. 347.
2. ↑  Марков, Георги Христов. Хрупищко.   Хасково, Държавен архив - Хасково, Интерфейс, 2002. ISBN 954-90993-1-8. с. 155.
3. ↑  Христовъ, Г. Кузо Манякски //  Илюстрация Илиндень XV (7 (147).   София, Издание на Илинденската Организация, септемврий 1943. с. 13 - 14.
4. ↑  Шкуртовъ, Кирякъ. Костенарийски Рев. район //  Илюстрация Илиндень 6 (96).   Илинденска организация, Юний 1938. с. 3.
5. ↑  Силяновъ, Христо. Освободителнитѣ борби на Македония. Т. I. Илинденското възстание.   София, Издание на Илинденската организация, 1933. с. 74.
6. ↑  Марков, Георги Христов. Хрупищко.   Хасково, Държавен архив - Хасково, Интерфейс, 2002. ISBN 954-90993-1-8. с. 155 – 156.
7. ↑  Марков, Георги Христов. Хрупищко.   Хасково, Държавен архив - Хасково, Интерфейс, 2002. ISBN 954-90993-1-8. с. 156.
8. ↑  Марков, Георги Христов. Хрупищко.   Хасково, Държавен архив - Хасково, Интерфейс, 2002. ISBN 954-90993-1-8. с. 155 – 157.
9. ↑  Младши подофицер Кузо Д. Манятски е зачислен към партизанската рота на 12 ноември 1916 г. - Лефтеров, Живко. Съ Бога напред... за Македония. Капитан Никола Лефтеров в борбите на българите за национално обединение. София, МНИ, 2021. с. 236.
10. ↑  Христовъ, Г. Кузо Манякски //  Илюстрация Илиндень 9 (149).   Илинденска организация, Ноемврий 1943. с. 15 – 16.
11. ↑  Марков, Георги Христов. Хрупищко.   Хасково, Държавен архив - Хасково, Интерфейс, 2002. ISBN 954-90993-1-8. с. 158.
12. ↑  Пелтеков, Александър Г. Революционни дейци от Македония и Одринско. Второ допълнено издание.   София, Орбел, 2014. ISBN 9789544961022. с. 280.
13. ↑  ДА – Шумен, ф.779к, оп.1